# Национальный архив Республики Карелия
Национа́льный архив Респу́блики Каре́лия — государственное бюджетное учреждение Республики Карелия, хранилище документального наследия по истории Карелии с начала XVIII века по настоящее время.

## История
В 1918 году учреждён подотдел архивов при Олонецком губернском отделе народного образования. Заведующим Управления губернским архивным фондом в декабре 1919 года был назначен бывший преподаватель Олонецкой мужской гимназии А. Ф. Кириков.
В 1922 году создано Карельское областное архивное бюро, заведующим назначен А. Ф. Нуортева.
18 июля 1924 года постановлением Совета Народных Комиссаров Автономной Карельской ССР организовано Центральное Архивное бюро (Центрархив), первым заведующим назначен Н. В. Хрисанфов.
В 1925 году бюро переименовано в Управление Центральным архивом Автономной Карельской ССР. В состав управления вошли Исторический архив и Архив Октябрьской революции.
В 1939 году управление переименовано в Центральный государственный архив Карельской АССР (ЦГА КАССР).
В июле 1940 - июле 1941 гг. действовал филиал архива в г. Выборге.
В 1940—1956 годах — Центральный государственный архив Карело-Финской ССР (ЦГА КФССР). В 1949—1955 годах архивом руководил Д. З. Генделев.
В 1963 году на правах отдела вошёл организованный с 1945 года — государственный архив фотодокументов КАССР.
В 1998 году архив получил статус национального и был переименован в Национальный архив Республики Карелия.
В 2007 году в состав архива вошёл Карельский государственный архив новейшей истории.

## Сборники документов, изданные архивом
- Разгром белофинских интервентов в Карелии в 1918—22 гг.: Сборник документов. — Петрозаводск, 1944
- Революционные события в Карелии в годы первой русской революции (1905—1907 гг.): Сборник документов и материалов. — Петрозаводск, 1955
- Борьба за установление и упрочение Советской власти в Карелии: Сборник документов и материалов. — Петрозаводск, 1957
- Карелия в период Гражданской войны и иностранной интервенции. 1918—1920: Сборник документов и материалов. — Петрозаводск, 1964
- В грозные годы: Сборник материалов о героических подвигах женщин Карелии в годы Великой Отечественной войны 1941—1945 гг. — Петрозаводск, 1964
- С Лениным вместе. Воспоминания. Документы. — Петрозаводск, 1967
- Незабываемое. Воспоминания о Великой Отечественной войне. Изд. 2-е, испр. и доп. — Петрозаводск, 1974
- Карелия в годы Великой Отечественной войны. 1941—1945. Документы. Материалы. — Петрозаводск, 1975
- Твой путь, Карелия. Фотолетопись. — Петрозаводск, 1977
- Карелия в период восстановления народного хозяйства. 1921—1925: Сборник документов. — Петрозаводск, 1979
- Москва, Совнарком, товарищу Ленину: Сборник документов. — Петрозаводск, 1980
- История Карелия в документах и материалах: Хрестоматия. Учеб. пособие для сред. школ Карел. АССР. Ч. I. Дореволюционный период. — Петрозаводск, 1980
- Во имя общего дела: Интернациональные связи Карелии. 1917—1977. Документы и материалы. — Петрозаводск, 1980
- Революционные события в Карелии в годы первой русской революции. 1905—1907: Сборник документов и материалов. — 2-е изд., испр. и доп. — Петрозаводск, 1981
- В дружной семье равноправных народов: Документы. Материалы. — Петрозаводск, 1982.
- Рабочий класс Карелии в период построения социализма в СССР. 1926 г.— июнь 1941 г.: Сборник документов и материалов. — Петрозаводск, 1984
- Культурное строительство в Советской Карелии. 1926—1941. Народное образование и просвещение: Документы и материалы. — Петрозаводск, 1986
- Великий Октябрь в Карелии: Хроника. Документы. Воспоминания. Исторический очерк. — Петрозаводск, 1987
- Карелия в годы восстановления и дальнейшего развития народного хозяйства. 1944—1950: Документы и материалы. — Петрозаводск, 1988
- Мы освободим родную советскую землю: Письма с фронта, письма на фронт. — Петрозаводск, 1990
- Всекарельский съезд представителей трудящихся карел. 1-3 июля 1920 г. I Всекарельский съезд Советов рабочих, крестьянских и красноармейских депутатов. 11-18 февраля 1921 г.: Протоколы. — Петрозаводск, 1990
- Народное хозяйство Карелии. 1926 г.— июнь 1941 г.: Документы и материалы. — Петрозаводск, 1991
- Из истории раскулачивания в Карелии, 1930—1931 гг.: Документы и материалы. — Петрозаводск, 1991
- История Карелии в документах и материалах: Советский период: Учебное пособие для средней школы. — Петрозаводск, 1992
- ГУЛАГ в Карелии: Сборник документов и материалов. 1930—1941. — Петрозаводск, 1992
- Советы Карелии, 1917—1992: Документы и материалы. — Петрозаводск, 1993
- Урок истории даёт архив: Из опыта исследования работы учащихся школы-колледжа № 28 г. Петрозаводска и ЦГА РК. — Петрозаводск, 1994
- Неизвестная Карелия: Документы спецорганов о жизни республики 1921—1940 гг. — Петрозаводск, 1997
- История Карелии в документах и материалах (с древнейших времен до начала XX века): Учебное пособие для средней школы. — Петрозаводск, 2000
- Особые папки: Рассекреченные документы партийных органов Карелии 1930—1956 гг. — Петрозаводск, 2001
- Петрозаводск: 300 лет истории: Документы и материалы. В трёх книгах. Кн. 1. 1703—1802. — Петрозаводск, 2001
- Петрозаводск: 300 лет истории: Документы и материалы. В трёх книгах. Кн. 2. 1803—1903. — Петрозаводск, 2001
- Петрозаводск: 300 лет истории: Документы и материалы. В трёх книгах. Кн. 3. 1903—2003. — Петрозаводск, 2003
- Советская лесная экономика. Москва — «Север». 1917—1941 гг.: Сборник документов и материалов. — Петрозаводск, 2005
- Карелия в Великой Отечественной войне: освобождение от оккупации и возрождение мирной жизни, 1944—1945: сборник документов и материалов — Петрозаводск: Фонд творческой инициативы, 2010. — 510 с.
- Повседневная жизнь сельских учителей и школьников Карелии в конце XIX — начале XX века/Очерки. Документы. Материалы/Науч. ред. О. П. Илюха. — Петрозаводск, 2010
- Карельская крестьянка в зеркале историко-этнографических источников (вторая половина XIX — начало XX века). Сборник документов и материалов/Науч. ред. О. П. Илюха. — Петрозаводск. 2012